# Serranía del Litoral central
La serranía del Litoral central  es una formación montañosa abrupta parte de la cordillera de la Costa, Venezuela. La misma se encuentra en proximidades del mar Caribe.  Abarca desde el surco tectónico de Las Trincheras hasta el cabo Codera.
Entre las montañas que conforman la sierra se destacan el pico Codazzi (2.426 m s. n. m.)  y el pico Naiguatá (2.765 m). 
En un extremo de estas sierras se encuentra el cerro Ávila (2.159 m s. n. m.), con el valle del río Guaire sobre el cual se ubica la ciudad de Caracas.